# Nós (àlbum)
Nós és un volum de 49 estampes realitzades per Castelao entre 1916 i 1918. Les imatges són de gran realisme i revelen una gran preocupació per les condicions de vida de la gent treballadora. Aquesta col·lecció inclou a més un autorretrat de l'autor.

## Els originals
Durant dècades els originals es van considerar desapareguts fins que, el gener de 2021, la Diputació de Pontevedra va comprar les estampes per 650.000€ a la família Domínguez Lino, de Pontevedra. Aquests havien conservat les obres de Castelao i havien rebutjat ofertes econòmiques més elevades per garantir que els dibuixos formessin part del Museu de Pontevedra, d'acord amb el desig del mateix autor. José Lino Sánchez, advocat de professió, va ser amic de Castelao i va ser qui va llogar la casa del carrer Oliva on va viure el dibuixant amb la seva dona, Virxinia. Ell va ser l'encarregat de conservar el llegat de l'autor, que li va regalar en una de les seves visites. Després de l'adquisició el Museu de Pontevedra es va adonar que eren els originals perduts.

## Les estampes
1. L'Estampa 1 fa referència a les dones pageses assassinades després dels aixecaments agrícoles d'Oseira.[6][1]
2. Estampa 2
3. ¡Qué lástema de bois!
4. Foi seu fillo para Cuba e o seu neto para Melilla.
5. ¡Qué San Roquiño nos liberte de médicos, abogados e boticarios!
6. O probe Xan.
7. Decías que eras probe e tiñas unha vaca, eh?
8. E para qué qués largar da Terra? ¿Non temos pan no forno?
9. ¡Canto pesa e como fede!
10. ¡Un padrenostriño pol-os que morreron en Oseira, Nebra e Sofán!
11. As sardiñas volverían se os gobernos quixesen.
12. Non son pastores de Belén; son labregos que van pagal-os foros.
13. Dous vellos amigos: os foros e as ablatas.
14. ¡Un padrenostriño para que Deus nos liberte da xusticia!
15. Os esclavos do fisco.
16. O que sinto eu é que algún que maltratou a miña nai morra denantes de que eu chegue a home.
17. E que o seu brazo somentes sirva para guindar arbres!
18. A túa filla xa será unha moza, eh?
19. ¡Non me fan xusticia, Señor!
20. Por iso se papai vivise non lle gustaría que mamai casase con outro.
21. Ós señoritos non lles gusta a choiva.
22. O fracasado da emigración.
23. ¿Qué comerá o rey?
24. E meu irmanciño terá que sair da Terra para ganal-o pan?
25. Deixa raices na Terra. Volverá.
26. O escolante díxonos que o mundo é redondo. ¿Ti créelo?
27. Xa saberás que aquelo que tiña o cacique non era cáncer…
28. Non soñan máis que cando durmen.
29. ¿Por qué no habla castellano, Señor Pedro?
30. Eu non quería morrer alá. ¿Sabe, miña nai?
31. Eu bebo para afogal-as penas; mais as condanadas aboian.
32. En Galiza non se pide nada. Emígrase.
33. Na cadea dan de comer; pero teriamos de facer algún mal par irmos á cadea.
34. Para tocal-a gaita compren máis folgos que para tocal-a guitarra.
35. A tola do monte.
36. ¡Ay, meu homiño, e qué bonito vas co traxe das romerías!
37. ¿E qué tal os rapaces?
38. O enfeitizado
39. Na veira do Miño:
40. Non é leite o que mama o rapaz; é sangue
41. Non quero ir porque o escolante pégame e a escola cheira que fede
42. Os cegos ainda viven da caridade
43. Chora porque o cacique deixouno a pedir.
44. Érguete, pelegrín, que o paxaro da morte está enriba de ti.
45. A verdade.
46. A nosa Terra non é nosa, rapaces.
47. A cega que canta para mantel-os fillos.
48. E este é o mundo que fixo Deus?
49. A felicidade